# Xã Elk, Quận Saunders, Nebraska
Xã Elk (tiếng Anh: Elk Township) là một xã thuộc quận Saunders, tiểu bang Nebraska, Hoa Kỳ. Năm 2010, dân số của xã này là 289 người.